# Loče (gmina Celje)
Loče – wieś w Słowenii, w gminie miejskiej Celje. W 2018 roku liczyła 124 mieszkańców. 